# Camarophyllopsis
Camarophyllopsis là một chi gồm 26 loài nấm phân bố rộng rãi, đặc biệt là các khu vực phía bắc ôn đới.

## Loài nổi bật
- Camarophyllopsis foetens